# Psychopsis barnardi
Psychopsis barnardi là một loài côn trùng trong họ Psychopsidae thuộc bộ Neuroptera. Loài này được Tillyard miêu tả năm 1925.